# Балтійська ліга
Балтійська ліга (офіційно відома як Triobet Baltic League) — балтійський чоловічий футбольний клубний турнір, який проводився чотири рази між найкращими клубами з Естонії, Латвії та Литви. Започаткований у 2007 році за мотивами нині неіснуючого скандинавського турніру Королівської ліги та Балтійської баскетбольної ліги.